# Ludwig der Fromme

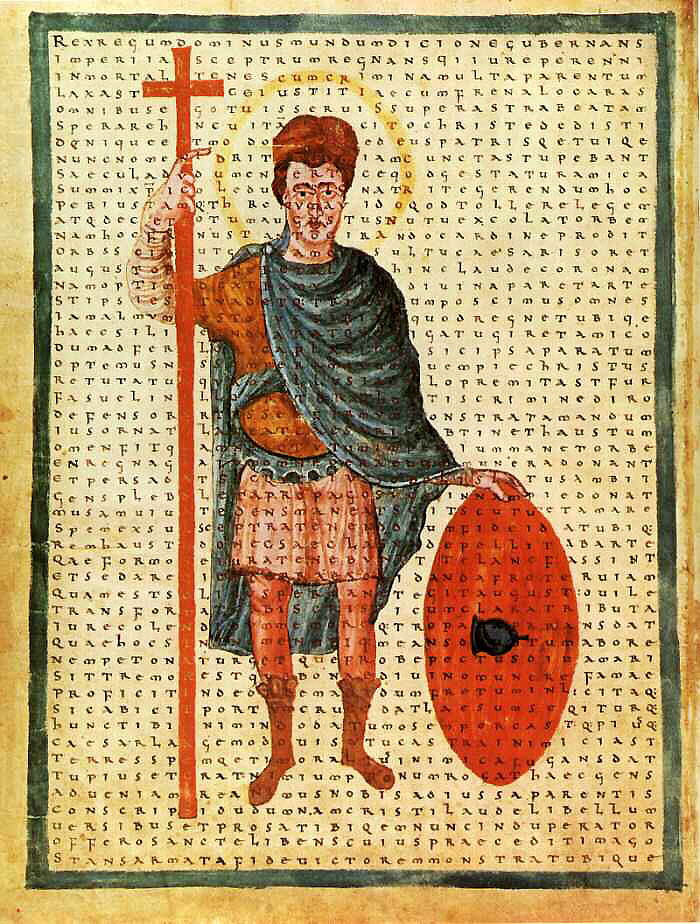
Idealisierte Darstellung Ludwigs I., des Frommen, als miles Christi um 831 in einem Figurengedicht des Rabanus Maurus, einem Exemplar von dessen Buch De laudibus sanctae crucis von 825/26 nachträglich vorgebunden; Rom, Biblioteca Apostolica Vaticana, Codex Vat. Reg. lat. 124, folio 4 verso.

Ludwig I. (genannt Ludwig der Fromme, französisch Louis le Pieux; * Juni/August 778 in Chasseneuil bei Poitiers; † 20. Juni 840 in Ingelheim am Rhein) war König des Fränkischen Reiches (in Aquitanien ab 781, im Gesamtreich ab 814) und Kaiser (813–840). Er war Sohn und Nachfolger Karls des Großen und führte dessen Reformpolitik zunächst erfolgreich weiter. In Auseinandersetzungen mit seinen eigenen Söhnen zweimal vorübergehend abgesetzt (830, 833/34), gelang es Ludwig dem Frommen jedoch nicht, ein überlebensfähiges fränkisches Großreich zu schaffen – drei Jahre nach seinem Tod wurde das Frankenreich im Vertrag von Verdun (843) aufgeteilt.

## Leben

### Geburt und Namensgebung
Während Karl der Große sich auf seinem Spanienfeldzug befand, gebar seine Frau Hildegard, die er in der Pfalz Chasseneuil bei Poitiers zurückgelassen hatte, im Juni/August 778 Zwillinge. Nach Karls Rückkehr wurden sie auf die Namen Ludwig und Lothar getauft. Die karolingischen Königsnamen Karl, Karlmann und Pippin waren bereits an Karls zuvor geborene Kinder vergeben, und so entschied man sich für den Rückgriff auf die Namen der beiden bedeutendsten merowingischen Könige Chlodwig I. und Chlothar I. Lothar starb bereits 779.

### Unterkönigtum in Aquitanien
Am Ostersonntag, dem 15. April 781, wurde Ludwig durch Papst Hadrian I. in Rom zum Unterkönig von Aquitanien und sein älterer Bruder Pippin zum Unterkönig von Italien gesalbt. Trotz ihres geringen Alters von vier bzw. drei Jahren wurden die beiden Brüder zu ihrer weiteren Erziehung in die jeweiligen Unterkönigreiche geschickt. Bei seinem Aufbruch hat Ludwig seine 783 verstorbene Mutter Hildegard wohl zum letzten Mal gesehen. Um die Erziehung des Knaben kümmerten sich von nun an ein Hofmeister und weitere Helfer, die Karl seinem Sohn Ludwig mitgab. Mit der Errichtung des Unterkönigtums Aquitanien verfolgte Karl in erster Linie defensive Zwecke; so musste Ludwig beispielsweise 812/13 einen Aufstand der Basken niederschlagen. 801/803 gelang ihm mit Wilhelm von Aquitanien und dessen Sohn Berà die Eroberung des von den Mauren besetzten Barcelona. Die Kultivierung des Landes und der Ausbau der kirchlichen Struktur waren weitere wichtige Aufgaben Ludwigs in Aquitanien. Auf einer Synode im Jahr 813 ließ der König den Michaelstag anstelle eines Festes des germanischen Gottes Wotan festlegen. Der Erzengel Michael wurde so zum Schutzpatron des sich langsam bildenden Heiligen Römischen Reiches und später Deutschlands.

### Nachrücken in die Nachfolge

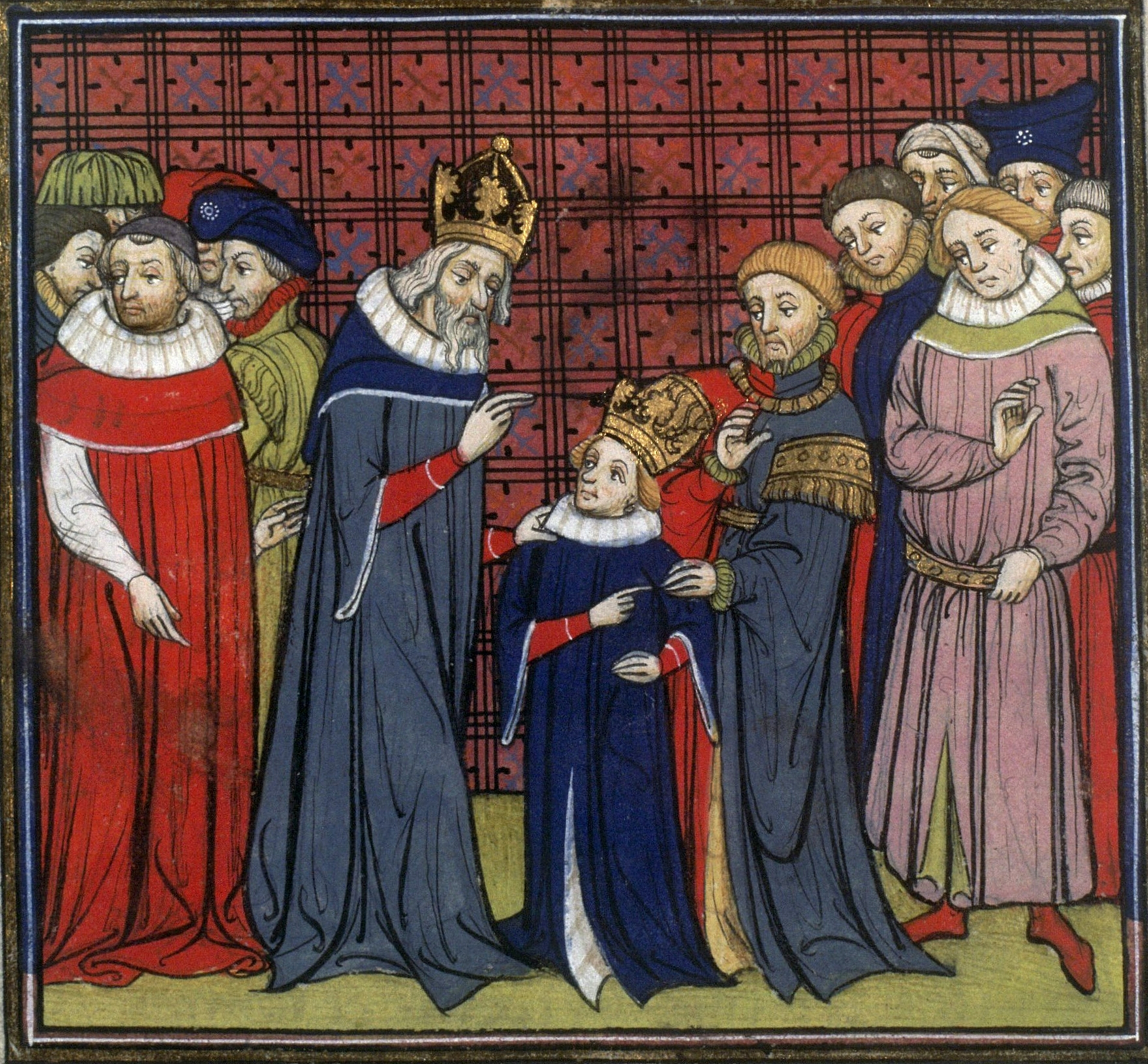
Karl der Große und der junge Ludwig der Fromme. Miniatur aus einer Handschrift der Grandes Chroniques de France, 14. Jahrhundert.

Wenn es bei Karls Reichsteilungsplan (Divisio Regnorum) von 806 geblieben wäre, hätte Ludwig allenfalls eine spätere Erweiterung seines Unterkönigtums auf Septimanien, die Provence und Burgund erhoffen können. Jedoch starben Ludwigs ältere Brüder Pippin und Karl der Jüngere überraschend 810 bzw. 811. Ludwig blieb damit als einziger legitimer Sohn und Erbe übrig. Doch offenbar bestanden bei Karl und Teilen seines Hofes zunächst Vorbehalte gegenüber einer künftigen Alleinherrschaft Ludwigs. 812 wurde erst der Sohn des verstorbenen Pippin, Bernhard, zum Unterkönig in Italien bestellt. Schließlich wurde am 11. September 813 Ludwig der Fromme in Aachen während einer eigens einberufenen Reichsversammlung von seinem Vater zum Mitkaiser gekrönt. Ludwigs Biograph Thegan berichtet als einziger, dass Ludwig sich dabei selbst die Krone aufgesetzt habe, was allenfalls mit Gebrechlichkeit Karls zu erklären wäre. Die heutige Forschung schenkt jedoch den Reichsannalen mehr Glauben, denen zufolge Karl der Große persönlich seinem Sohn Ludwig die Krone aufs Haupt gesetzt hat.
Die Krönung Ludwigs zum Mitkaiser entsprach oströmisch-byzantinischem Brauch. Nur durch die Aufnahme des römischen Rechtsinstituts „Mitkaisertum“ war es möglich, Ludwig den Kaisertitel zu übertragen, ohne ihn sogleich an der Herrschaft im Gesamtreich partizipieren zu lassen. So kehrte Ludwig nach dem Erhebungsakt nach Aquitanien zurück und nahm weiter seine Aufgaben als Unterkönig wahr. Nach dem Tod seines Vaters Karl am 28. Januar 814 zog er dann unverzüglich nach Aachen und trat die Herrschaft im Gesamtreich an. Da er bereits Kaiser war, erübrigte sich 814 ein weiterer Erhebungsakt, von welchem die Quellen auch nichts berichten. Zwar wurde Ludwig der Fromme 816 (wohl am 5. Oktober) in Reims von Papst Stephan IV. gesalbt und nochmals gekrönt, doch hatte dieser Akt keine konstitutive Bedeutung, sondern sollte die Sakralität von Ludwigs Herrschaft betonen. In der Folge ließen sich die meisten französischen Könige nach dem Brauch Ludwigs des Frommen in Reims krönen.

### Anfangsjahre als Kaiser

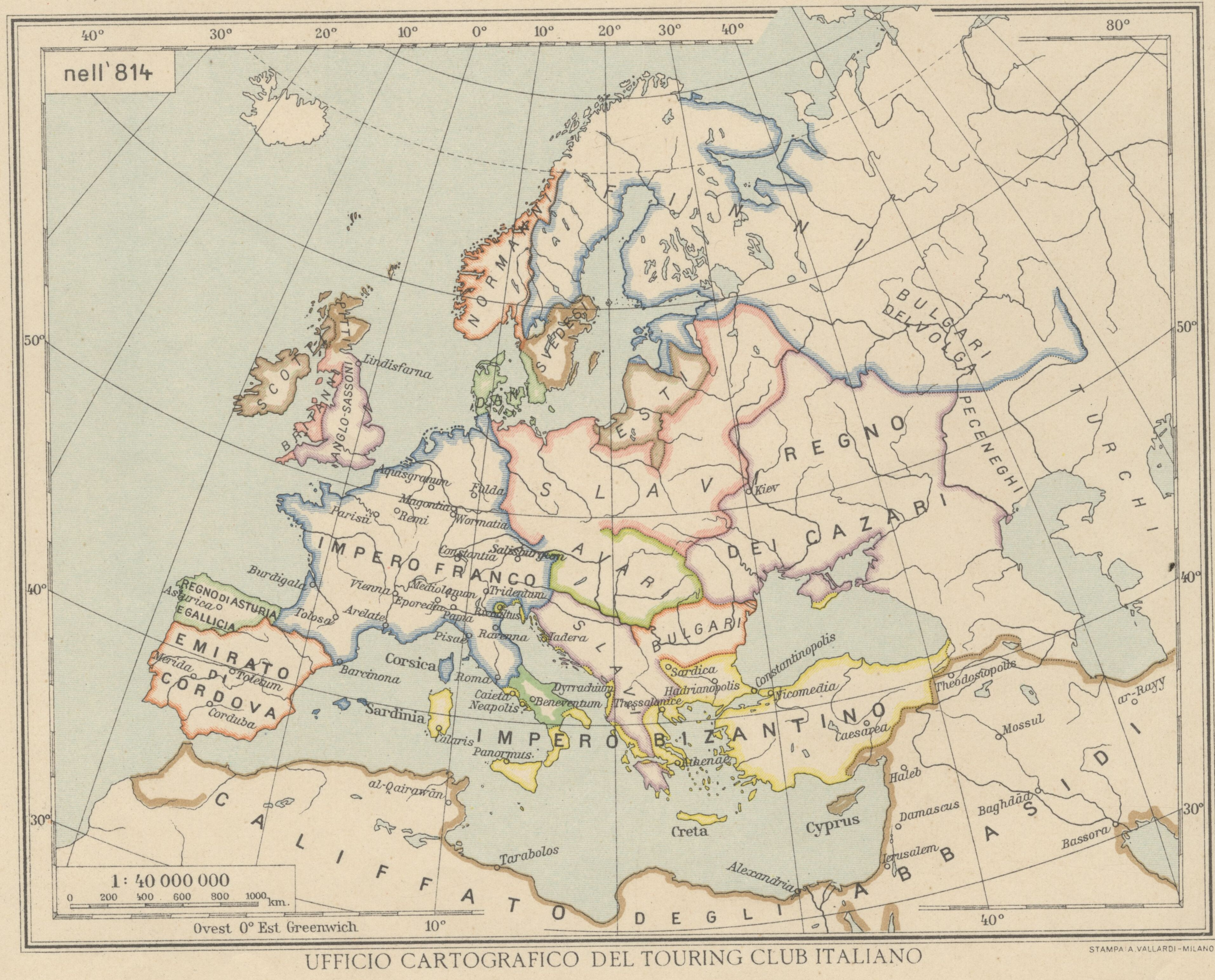
Europa im Jahr 814

Ludwigs Herrschaftsübernahme verlief mühelos, aber nicht bruchlos. Ludwig brachte sein eigenes Personal aus Aquitanien mit und besetzte damit den Hofstaat größtenteils neu. Seine unverheirateten, aber nicht entsprechend lebenden Schwestern verwies er vom Hof. Seine illegitimen Halbbrüder Hugo, Drogo und Theoderich behielt er zunächst in seiner unmittelbaren Umgebung, zwang sie aber nach Rebellion seines Neffen Bernhard von Italien 818 in den Dienst der Kirche: Drogo wurde 823 Bischof von Metz, Hugo 822/23 Abt von Saint-Quentin; der offenbar früh verstorbene Theoderich wurde vielleicht Abt von Moyenmoutier, doch ist dies nicht sicher.
Die ersten Jahre der Herrschaft Ludwigs des Frommen waren, ganz in der Tradition seines Vaters, von einem großen Reformwillen geprägt: Zahlreiche Kapitularien wurden herausgegeben, missi dominici (Königsboten) legten teilweise erschreckende Missstände im Reich offen (Amtsmissbrauch, Rechtsbeugung usw., was Ludwig dann abstellte) und auf verschiedenen Synoden wurde das Kirchenrecht reformiert. So wurden beispielsweise im Jahr 816 durch den Beschluss einer großen Aachener Reichssynode die benediktinischen Regeln für alle im Frankenreich lebenden Mönche und Nonnen verbindlich. Außerdem wurde mit der Institutio canonicorum Aquisgranensis („Aachener Kanoniker-Vorschrift“) für alle nichtmonastischen Kleriker- und Frauengemeinschaften eine einzige Norm in Liturgie und Lebensführung für verbindlich erklärt. Die monastische Reformbewegung führte auch zu Konflikten, in die Ludwig eingriff, so im Kloster Fulda, wo 817 auf die im Supplex Libellus vorgetragene Bitte des Konvents hin Abt Ratgar abgesetzt und der Konvent zur Durchführung der Reform für ein Jahr unter kommissarische Leitung zweier Mönche „aus dem Westen“, d. h. wohl aus dem Umkreis des Reformabtes Benedikt von Aniane, gestellt wurde.
Eine weitere wesentliche Reform betraf das Prozessrecht: einige Formen des Gottesurteils wurden abgeschafft, dafür wurde der Zeugenbeweis eingeführt. Stark war der Einfluss kirchlicher Berater, wie des Abts Benedikt von Aniane, den Ludwig aus Aquitanien mitgebracht hatte und dem er in der Nähe Aachens das Kloster Inda (auch: Inden, die spätere Reichsabtei Kornelimünster) erbauen ließ, oder Markwards, des Abts von Prüm. Daneben ist insbesondere sein ehemaliger Milchbruder, Erzbischof Ebo von Reims, zu nennen, der allerdings später eine führende Rolle bei der Entmachtung Ludwigs 833 spielte.

### Der Reichsteilungsplan von 817

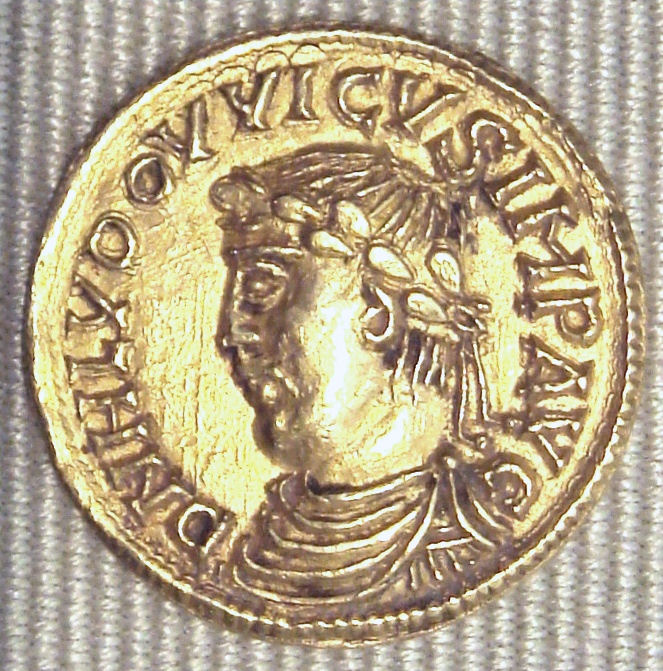
Ein Sesquisolidus mit dem Bild Ludwigs des Frommen, 814–840 (Cabinet des Médailles, Paris)

Vielleicht durch einen Unfall gedrängt, den der Kaiser wie durch ein Wunder fast unverletzt überlebte, regelte er schon 817, im dritten Jahr seiner Herrschaft, seine Nachfolge. In der Ordinatio imperii teilte er das Reich nicht – wie es fränkischem Brauch entsprochen hätte und wie es auch Karl der Große ähnlich in seiner Divisio Regnorum von 806 vorgesehen hatte – einfach unter seinen drei Söhnen auf, sondern fand eine Sonderregel für das Kaisertum. Lothar, der älteste Sohn aus der 794 geschlossenen ersten Ehe mit Irmingard, wurde durch Ludwig den Frommen in Aachen zum Mitkaiser gekrönt. Ihm stand die Nachfolge im Kaisertum zu, und er sollte eine Art „außenpolitische“ Hoheit über das Gesamtreich erhalten. Die nachgeborenen Söhne Pippin und Ludwig wurden ihm untergeordnet und konnten nur auf „innenpolitischer“ Ebene in ihren Teilreichen entscheiden. Pippin bekam Aquitanien und Ludwig den östlichen Teil des Fränkischen Reichs. Wegen dieses grundlegend neuen Konzeptes der Ordinatio imperii, bei dem das Abendland nahe daran war, sich bewusst als politische Einheit zu formen, nannte Theodor Schieffer das Jahr 817 „den absoluten Höhepunkt des karolingischen Zeitalters und der fränkischen Geschichte“.
Der 812 eingesetzte König Bernhard von Italien, ein Neffe Ludwigs des Frommen, wehrte sich gegen die Bestimmungen der Ordinatio imperii, da er seine Herrschaft über Italien gefährdet sehen musste. Der Aufstand wurde niedergeschlagen, der zunächst durch die Fürsten zum Tode verurteilte Bernhard wurde von Ludwig zur Blendung begnadigt. Bernhard starb an den Folgen der Prozedur – dies bedeutete für Ludwig „eine fühlbare moralische Belastung“.

### Der Weg in die Krise: die 820er Jahre
Benedikt von Aniane, Ludwigs wichtigster Berater, verstarb 821; die kirchliche Reformbewegung erlahmte seitdem. Ludwig der Fromme führte wegen seines harten Vorgehens gegen Familienangehörige, vor allem den verstorbenen Bernhard, auf dem Reichstag von Attigny 822 einen öffentlichen Bußakt aus. Damit erfüllte er einen Wunsch führender Geistlicher, die ihrerseits Pflichtvernachlässigung einräumten; trotzdem bedeutete seine Kirchenbuße einen Prestigeverlust. Blieb das Itinerar Ludwigs des Frommen bis zu diesem Zeitpunkt ganz auf Aachen konzentriert, war in den darauffolgenden Jahren eine stärkere Reisetätigkeit zu beobachten, z. B. zur Pfalz Frankfurt und zur Pfalz Ingelheim. Ludwigs Sohn Lothar war von 825 bis 829 offiziell Mitregent. 826 hatte Ludwig den entmachteten Dänenkönig Harald Klak und dessen Gefolge anlässlich der Reichsversammlung in Ingelheim zu Gast. Dieser ließ sich im Stift St. Alban vor Mainz taufen; Ansgar missionierte in der Folgezeit in Skandinavien.
Neue Probleme entstanden durch Ludwigs 819 geschlossene zweite Ehe mit Judith, der Tochter des schwäbischen Grafen Welf I. Vermutlich auf ihr Betreiben hin änderte Ludwig die von ihm selbst 817 aufgestellte Nachfolgeregelung, als er für Karl, den 823 geborenen Sohn aus seiner zweiten Ehe, mit Schwaben ein neues Teilreich schaffen wollte. Zugleich regte sich am Hof Unmut über den starken Einfluss Judiths auf den Kaiser. So schickte Ludwig 829 sicherlich auch auf ihr Drängen hin seinen erstgeborenen Sohn und Mitkaiser Lothar nach Italien und verwies Wala, Abt der Abtei Corbie, vom Hof.
824 gewährte er den Juden im Frankenreich einige Privilegien, unter anderem das des inländischen Sklavenhandels. Tatsächlich wurden die Versklavten ins Kalifat von Córdoba exportiert, wogegen der Erzbischof von Lyon Agobard vergeblich protestierte.

### Die zweimalige Entmachtung 830/33
Als Ludwig der Fromme ausgerechnet während der Fastenzeit 830 zu einem nicht akut notwendigen Feldzug gegen die Bretonen aufrief, der von den innenpolitischen Schwierigkeiten ablenken sollte, kam es im April 830 zum offenen Aufstand. Mühlbacher, Th. Schieffer und Boshof deuten diesen als „loyale Revolution“ bzw. „loyale Palastrebellion“, d. h., führende Große am Hof des Königs stellen sich aus Loyalität gegen Ludwig – im Bewusstsein, ihn damit vor schlechten Ratgebern zu schützen und die Reichseinheit zu retten. Sein Sohn Lothar wurde aus Italien zurückgeholt und wieder zum Mitregenten gemacht, Ludwig der Fromme in leichter Haft gehalten und die Kaiserin Judith, die des Ehebruchs mit Bernhard von Septimanien bezichtigt wurde, in ein Kloster bei Poitiers verbannt.
Lothars Regime enttäuschte jedoch rasch, denn die „loyalen Rebellen“ schienen in erster Linie doch nur ihre eigenen Machtinteressen zu verfolgen. So kam es auf der Reichsversammlung von Nimwegen im Oktober 830 wieder zum Umschwung zugunsten Ludwigs. Ludwig der Fromme wurde wieder in seine Herrschaft eingesetzt, die Häupter der Verschwörung in der Folgezeit verhaftet oder verbannt, Judith nach Aachen zurückgeholt, Lothar dagegen 831 erneut nach Italien geschickt. Dessen aufständische Brüder Ludwig der Deutsche und Pippin konnten von ihrem Vater Ludwig dem Frommen 832 zur Unterwerfung gezwungen werden.
Damit begann ein neuer Akt des Familienstreits, denn nun verbündeten sich alle drei Söhne Ludwigs aus erster Ehe, die eine Schmälerung ihrer Reichsteile zugunsten ihres Halbbruders Karls des Kahlen befürchteten. Wiederum zog Ludwig gegen seine Söhne zu Felde. Ende Juni 833 standen sich die Parteien auf dem Rotfeld bei Colmar gegenüber, bis durch Druck und Versprechungen alle Getreuen und Soldaten von Ludwig abgefallen waren und Ludwig am 30. Juni gezwungen war, sich zu ergeben und faktisch abzudanken. Das Colmarer Rotfeld wurde aufgrund der von Ludwigs Söhnen und Getreuen gebrochenen Eide bald nur noch als Lügenfeld bezeichnet. Ludwig wurde ins Kloster Saint-Médard bei (heute in) Soissons verbannt, wo er sich einer demütigenden öffentlichen Buße unterwerfen musste; dabei bekam er ein „Sündenregister“ überreicht, musste seine Waffen ablegen und ein Büßergewand anziehen. Die Kaiserin Judith wurde diesmal nach Tortona in Italien verbannt, ihr Sohn Karl der Kahle in strenge Haft ins Kloster Prüm überführt.
Abermals kam es zu einem Umschwung, der diesmal wohl maßgeblich durch die unwürdige Behandlung des alten Kaisers ausgelöst wurde. Als Anfang 834 Ludwigs Söhne Pippin, von Westen kommend, und Ludwig der Deutsche, aus dem Osten kommend, gegen ihren Bruder Lothar vorrückten, fand dieser keine Unterstützung mehr und konnte sich nur noch nach Italien absetzen. Am 1. März 834 wurde Ludwig der Fromme in der Abteikirche von Saint-Denis feierlich mit Waffen und Krone geschmückt und wieder als Kaiser anerkannt. Lothars Macht wurde auf Italien beschränkt, die Kaiserin Judith aber von dort wieder nach Aachen zurückgeholt.

### Die letzten Jahre

Die fränkischen Reichsteilungen von 843 (Vertrag von Verdun) und 870 (Vertrag von Meersen)

Ein neuer Reichsteilungsplan 837 zugunsten Karls des Kahlen, des Sohnes Ludwigs aus zweiter Ehe, der dessen Herrschaft über Friesland und das Gebiet zwischen Maas und Seine vorsah, führte zu neuen Unruhen, die erst durch den Vertrag von Verdun 843 mit der endgültigen Teilung des Frankenreiches beendet wurden. Dabei ebnete der plötzliche Tod von Ludwigs Sohn Pippin 838 den Weg zu einer einigermaßen ausgewogenen Dreiteilung des Reiches unter die drei verbleibenden Söhne Lothar, Ludwig den Deutschen und Karl den Kahlen.
Bevor es dazu kommen sollte, hatte Ludwig der Fromme allerdings seinen Sohn Ludwig den Deutschen gegen sich aufgebracht, indem er ihm nur noch Bayern als Herrschaftsgebiet zugestehen wollte. Der Widerstand des Sohnes machte eine Strafexpedition notwendig, bei deren Rückkehr Ludwig der Fromme am 20. Juni 840 auf einer Rheininsel bei Ingelheim verstarb. Ursache war vermutlich ein Magen- oder Speiseröhrenkrebs in Verbindung mit einer Bronchitis. Nach dem Bericht seines Biographen Astronomus, Vita Hludowici, Kap. 64, lauteten Ludwigs letzte Worte „Huz, huz“, fränkisch für „Hinaus, hinaus!“. So sprach er mit zur Seite gewandtem Haupt, denn offenbar hatte er dort einen bösen Geist zu sehen geglaubt; dann blickte er heiter zum Himmel und verschied lächelnd.
Ludwig hatte sich ursprünglich in dem von ihm gegründeten Kloster Inden, dem späteren Kornelimünster, bestatten lassen wollen. Im Westbau der heutigen Propsteipfarrkirche Kornelimünster gibt es noch heute die vorbereitete Grabstelle Ludwigs des Frommen. Jedoch veranlasste Ludwigs Halbbruder Drogo als Bischof von Metz, dass Ludwig der Fromme in der Abtei St. Arnulf in Metz beigesetzt wurde, wo auch seine Mutter Hildegard und andere Karolinger bestattet worden waren. Im 11. und 16. Jh. neu gestaltet, wurde Ludwigs Grabmal 1793 während der Französischen Revolution zerstört und seine Gebeine verstreut. Von Ludwigs wertvollem spätantiken Sarkophag, der den Zug des von den Ägyptern verfolgten Volkes Israel durch das Rote Meer darstellte, sind im Musée de la ville in Metz noch einige Fragmente erhalten.

## Nachwirkung

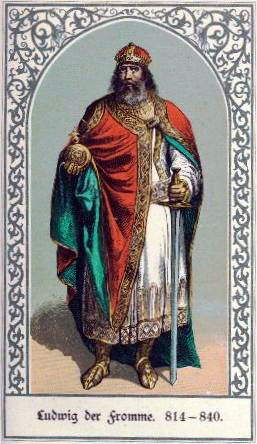
Romantisierendes Fantasieporträt Ludwigs aus einem Buch von 1888; vgl. auch das zugehörige Gedicht von Max Barack unter wikisource

### Stellung zur heidnischen Kultur
Ludwig dem Frommen wurde in der Neuzeit manchmal vorgeworfen, für den Untergang germanischer Überlieferungen verantwortlich zu sein. Solche Behauptungen entbehren aber jeder Quellengrundlage. Es gibt lediglich einen einzigen Satz beim Ludwig-Biografen Thegan, Gesta Hludowici, Kap. 19, wo es heißt: „Die heidnischen Lieder [oder: Gedichte], die er [Ludwig] in seiner Jugend gelernt hatte, verachtete er und wollte sie weder lesen noch hören noch lehren.“ Dabei ist nicht einmal sicher, ob Thegan germanische Heldenlieder gemeint hat, wie sie Karl der Große laut Einhards Vita Karoli Magni, Kap. 29, hatte sammeln lassen – die „heidnischen Gedichte“ könnten sich genauso gut auf antike lateinische Gedichte beziehen wie z. B. Vergils römisches Nationalepos Aeneis, das mit Sicherheit in Ludwigs Jugend in seinem Unterricht behandelt worden war; zum möglichen Bezug der Stelle auf lateinische Gedichte vgl. auch Tremp. Vor allem aber spricht Thegan in der zitierten Stelle nur von Ludwigs persönlicher Geringschätzung dieser carmina („Lieder“ bzw. „Gedichte“, worum auch immer es sich dabei handelte); nirgends jedoch, auch nicht in anderen Quellen, ist die Rede von irgendwelchen Anweisungen Ludwigs zu deren Vernichtung.
Ebenso wenig verbürgt ist freilich eine durch Ludwig durchgeführte Sammlung und Sicherung germanischer Überlieferungen (wie bei seinem Vater Karl), da Ludwig der Fromme unbestritten in der „Verchristlichung“ des Frankenreiches eine seiner wichtigsten Aufgaben sah. In seiner Missionspolitik ging er sogar noch über dessen Grenzen hinaus: 831 gründete Ludwig das Erzbistum Hamburg, von dem aus ganz Skandinavien missioniert werden sollte; Ebo von Reims und Ansgar, Bischof von Bremen-Hamburg wurden in seinem Auftrag zu den Initiatoren der nordischen Mission.

### Der Beiname „der Fromme“

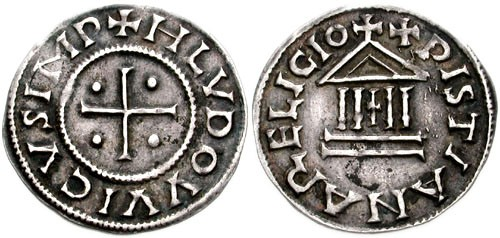
Ein Denar Ludwigs des Frommen, geprägt 822–840. Inschrift: Avers: + HLVDOVVICVS IMP (Kaiser Ludwig), in der Mitte ein Kreuz; Revers: + XPISTIANA RELIGIO (christliche Religion), in der Mitte ein Tempel mit Kreuz im Portal.

Ludwigs Beiname „der Fromme“ setzte sich erst im Laufe des 10. Jahrhunderts durch. Zwar wurde Ludwig auch schon zu Lebzeiten als pius (der Fromme) oder piissimus (der sehr Fromme) bezeichnet, doch waren diese Bezeichnungen noch nicht als individuelle Beinamen gemeint. Iustitia (Gerechtigkeit) und pietas (in diesem Zusammenhang ein ganzer Begriffskomplex im Sinne von Frömmigkeit, Pflichttreue, Milde) galten als die beiden klassischen Herrschertugenden schlechthin. Die Vieldeutigkeit des Begriffes pius zeigt sich auch daran, dass Ludwig im Französischen zwei Beinamen hat: „Louis le Pieux“ (Ludwig der Fromme) und „Louis le Débonnaire“ (Ludwig der Gutmütige).
Auf Münzen nannte sich noch nicht der hier behandelte Ludwig, sondern sein heute als Ludwig der Deutsche bekannter Sohn „HLVDOVVICVS PIVS“, ebenso der letzte ostfränkische Karolinger Ludwig das Kind (900–911): Bis dahin erschien also der Beiname pius noch nicht fest an einen früheren Ludwig vergeben. Erst ab etwa 960 finden sich zunehmend Belege, die dem Ludwig dieses Artikels den eindeutig individuellen Beinamen „der Fromme“ zuweisen. Zudem kam erst im 19. Jahrhundert eine negative Interpretation von Ludwigs Beinamen auf – etwa im Sinne eines weltfernen Frömmlers –, doch ist diese Sichtweise von der modernen Geschichtswissenschaft korrigiert worden.

### Bilanz aus heutiger Perspektive
Für Ludwig den Frommen war es von vornherein nicht leicht, aus dem Schatten seines großen Vaters herauszutreten. Da nach Karls Eroberungen keine großen expansiven Erfolge mehr möglich waren, war es Ludwig von Anfang an vorgezeichnet, sich auf die weniger spektakuläre innere Konsolidierung des Reiches konzentrieren zu müssen. Früher kritisierte man Ludwig den Frommen für seine angeblich zu große Abhängigkeit von Beratern, doch relativiert Boshof heute diesen Vorwurf: Zu Ludwigs Zeit gab es keine Alternative mehr zu einer auf personale Bindungen gegründeten Herrschaft; ein Gewaltregime hätte erst recht nicht funktioniert. Auch kann von einer geistig-kulturellen Stagnation unter Ludwig dem Frommen keine Rede sein.
Ludwigs Tragik war es, dass sein oben beschriebener, von ihm bis zuletzt modifiziert aufrechterhaltener Plan zur Wahrung der Reichseinheit keinen Erfolg haben sollte: Lothar und zeitweise auch einer „Reichseinheitspartei“ aus führenden Adligen gingen seine Teilungspläne zu weit, seinen nachgeborenen Söhnen, die sich nicht der Oberhoheit des erstgeborenen Lothar beugen wollten, dagegen nicht weit genug. Hinzu kamen die Rivalität der Söhne aus erster Ehe gegen den Sohn Karl aus der zweiten Ehe sowie strukturelle Probleme der Adelsgesellschaft überhaupt. So lastet es die heutige Forschung nicht mehr allein Ludwig dem Frommen an, dass mit seiner Herrschaft die Aufteilung des Karolingerreiches ihren Anfang nahm.

## Nachkommen
Vor seiner ersten Ehe hatte Ludwig bereits aus einer Verbindung um das Jahr 793 zwei Kinder:
- Alpheidis (Elpheid, Alpais) (* wohl 794, † 23. Juli eines unbekannten Jahres, wohl nach dem 29. Mai 852), als Witwe Äbtissin von Saint-Pierre-le-Bas in Reims, ⚭ um 806 Graf Beggo († 28. Oktober 816) (Matfriede)
- Arnulf (* wohl 794, † nach März/April 841), Graf von Sens

Erste Ehe: Ludwig heiratete 794 Irmingard von Hespengau (780–818), Tochter des Grafen Ingram.
- Lothar I. (795–855), Kaiser
- Pippin I. (797–838), König von Aquitanien
- Rotrud, * wohl 800
- Hildegard, * wohl 802/804, † nach Oktober 841, wohl am 23. August 860, Äbtissin von Notre-Dame (wohl Notre-Dame de Laon)
- Ludwig „der Deutsche“ (806–876), König des ostfränkischen Reiches

Eine seiner beiden Töchter von Irmingard heiratete Ratger, Graf von Limoges, oder Gerhard Graf von Auvergne, (Ramnulfiden) die wohl beide am 25. Juni 841 starben.
Zweite Ehe: Ludwig heiratete 819 Judith (795–843), Tochter des Grafen Welf I.
- Gisela (820–874), heiratete um 836 Eberhard, Markgraf von Friaul (Unruochinger) († 16. Dezember 864); beide wurden in der Abtei Cysoing begraben
- Karl II. „der Kahle“ (823–877), König des westfränkischen Reiches, Kaiser